# Kałuszyn (Legionowo)
Pour les articles homonymes, voir Kałuszyn.
Kałuszyn (prononciation : [kaˈwuʂɨn]) est un village polonais de la gmina de Wieliszew dans le powiat de Legionowo de la voïvodie de Mazovie, dans le centre-est de la Pologne.
Il se situe à environ 7 kilomètres à l'ouest de Wieliszew (siège de la gmina), 7 kilomètres au nord-ouest de Legionowo (siège du powiat) et à 28 kilomètres au nord de Varsovie (capitale de la Pologne).

## Histoire
De 1975 à 1998, le village appartenait administrativement à la voïvodie de Varsovie.